# Ultimul fort
Ultimul fort (titlu original: The Last Outpost) este un film american din 1935 regizat de Charles Barton și Louis J. Gasnier. Este produs de E. Lloyd Sheldon.  Rolurile principale au fost interpretate de actorii Cary Grant și Claude Rains.
Filmul a fost lansat la 11 octombrie 1935 de către Paramount Pictures.

## Prezentare
Michael Andrews (Grant) și John Stevenson (Rains) sunt doi prieteni apropiați cât și soldați britanici în Kurdistan. Între cei doi apar tensiuni după ce ambii se îndrăgostesc de aceeași femeie, Rosemary Haydon (Gertrude Michael).

## Distribuție
- Cary Grant - Michael Andrews
- Claude Rains - John Stevenson
- Gertrude Michael - Rosemary Haydon
- Kathleen Burke - Ilya
- Colin Tapley - Lt. Prescott
- Margaret Swope - SoraRowland
- Billy Bevan - Cpl. Foster
- Georges Renavent - Maior turc
- Jameson Thoma - Cullen
- Nick Shaid - Haidor
- Meyer Ouhayou - Patriarh armean
- Frazer Acosta - Ofițer armean
- Malay Clu - Gardian armean
- Robert Adair - Sergent în biroul generalului
- William Brown - Sergent Bates
- Claude King -  General
- Olaf Hytten -  Medic
- Frank Elliott -  Colonel
- Ward Lane - Colonel
- Frank Dawson - Chirurg
- Ramsay Hill - Căpitan
- Mark Strong - Ofițer
- Carey Harrison - Ofițer
- Elspeth Dudgeon - Soră-șefă
- Gwynne Shipman - Soră medicală